# Шику Фарія
Франсішку Делфім Діаш Фарія (порт. Francisco Delfim Dias Faria), відомий як Шику Фарія (порт. Chico Faria, 9 жовтня 1949, Матозінюш — 10 червня 2004) — португальський футболіст, що грав на позиції нападника, зокрема за лісабонський «Спортінг», «Брагу», а також національну збірну Португалії.

## Клубна кар'єра
Народився 9 жовтня 1949 року в місті Матозінюш. Вихованець футбольної школи клубу «Лейшойнш». Дорослу футбольну кар'єру розпочав 1967 року в основній команді того ж клубу, в якій провів один сезон, взявши участь у 20 матчах чемпіонату. 
1968 року молодого нападника до своїх лав запросив лісабонський «Спортінг», у складі якого той провів наступні вісім сезонів своєї ігрової кар'єри. Більшість часу, проведеного у складі «Спортінга», був основним гравцем атакувальної ланки команди. За цей час двічі виборював титул чемпіона Португалії, тричі ставав володарем Кубка Португалії.
1976 року перейшов до «Браги», кольори якої захищав протягом наступних шести років.
Згодом з 1982 по 1985 рік грав у складі команд «Пенафіел», «Марітіму» та «Лоуроза».
Завершив ігрову кар'єру у нижчоліговому «Понті да Барка», за який виступав протягом 1985—1986 років.

## Виступи за збірну
1972 року дебютував в офіційних матчах у складі національної збірної Португалії, відзначивши свій дебют голом у ворота збірної Кіпру.
Згодом певний час до лав національної команди не викликався, наступні дві гри у її складі провів у 1974, а останню, четверту, у 1977 році.
Помер 10 червня 2004 року на 55-му році життя.
| Дата       | Місто   | Господарі  | Результат | Гості      | Турнір            | Голи | Примітки |
| ---------- | ------- | ---------- | --------- | ---------- | ----------------- | ---- | -------- |
| 10-5-1972  | Нікосія | Кіпр       | 0 – 1     | Португалія | Відбір до ЧС 1974 | 1    |          |
| 13-11-1974 | Берн    | Швейцарія  | 3 – 0     | Португалія | товариський матч  | -    |          |
| 20-11-1974 | Лондон  | Англія     | 0 – 0     | Португалія | Відбір до ЧЄ 1976 | -    |          |
| 16-11-1977 | Фару    | Португалія | 4 – 0     | Кіпр       | товариський матч  | -    | 46'      |
| Усього     |         | Матчів     | 4         |            | Голів             | 1    |          |

## Титули і досягнення
- Чемпіон Португалії (2):

«Спортінг»: 1969-1970, 1973-1974
- Володар Кубка Португалії (3):

«Спортінг»: 1970-1971, 1972-1973, 1973-1974